# Kajaani
Kajaani é uma cidade e município da Finlândia, capital da região de Kainuu. Foi uma das cidades fundadas em 1651 pelo governador geral sueco da Finlândia, Per Brahe. Em 31 de julho de 2020, tinha uma população de 36 570 habitantes.